# E312号線
E312号線 (E312ごうせん、英: European route E312)は オランダ国内にある欧州自動車道路のBクラス幹線道路。
フリシンゲンを基点にアイントホーフェンまでを結ぶ。

## 経路
- オランダ
  - フリシンゲン
  - E19号線,E311号線 - ブレダ
  - E25号線,E34号線 - アイントホーフェン